# Delhi Stock Exchange
Die Delhi Stock Exchange (DSE) war eine Wertpapierbörse mit Sitz in Neu-Delhi, Indien.

## Geschichte
Die Börse wurde am 25. Juni 1947 gegründet durch einen Zusammenschluss der Delhi Stock and Share Brokers' Association Limited und der Delhi Stocks and Shares Exchange Limited. Sie war Indiens fünfte Börse und zählte zu den führenden Börsen des Landes.
Die Delhi Stock Exchange war in rund 50 Städten mit Terminals verbunden und in ganz Nordindien vernetzt. Sie zählte über 3.000 börsennotierte Unternehmen. Sie hatte die Genehmigung der Marktaufsichtsbehörde BSE erhalten und war Mitglied geworden. Sie erleichterte den DSE-Mitgliedern den Handel an den BSE-Terminals. Auch die NSE betrachtete die Börse als gleichwertig.
Im Jahr 2017 beorderte die SEBI – im Rahmen der Konsolidierung der regionalen Börsen – die DSE zur Schließung.